# Exoprosopa capucina
Exoprosopa capucina är en tvåvingeart som först beskrevs av Fabricius 1781.  Exoprosopa capucina ingår i släktet Exoprosopa och familjen svävflugor. Enligt den finländska rödlistan är arten nära hotad i Finland. Arten har ej påträffats i Sverige. Artens livsmiljö är torra gräsmarker. Inga underarter finns listade i Catalogue of Life.